# Dublin Core
Pour les articles homonymes, voir Dublin et Core.
Dublin Core est un vocabulaire générique du web sémantique utilisé pour décrire des ressources documentaires de tout type. Issu d'un consensus international et multidisciplinaire, le Dublin Core a été développé par la Dublin Core Metadata Initiative, aussi connue sous le sigle DCMI, pour décrire des documents de manière simple et standardisée.
Le Dublin Core a pour objectif de fournir un socle commun d'éléments descriptifs suffisamment structuré pour permettre une interopérabilité minimale entre des systèmes conçus indépendamment les uns des autres.
La sémantique du Dublin Core intègre deux ensembles. Le premier, le Dublin Core element set, est un format descriptif simple et générique composé de quinze propriétés de base facultatives et répétables, relatives au contenu (titre, sujet, description, source, langue, relation, couverture), à la propriété intellectuelle (créateur, contributeur, éditeur, gestion des droits) et à l'instanciation (date, type, format, identifiant de la ressource). Le second, le Dublin Core metadata terms, aussi connu sous le nom de DC Terms, ajoute des classes et propriétés supplémentaires aux éléments descriptifs du Dublin Core element set.
Le Dublin Core est employé par de nombreuses organisations internationales et nationales. Il est le format obligatoire dans le cadre du protocole OAI-PMH (Open Archives Initiative Protocol for Metadata Harvesting).
Depuis 2003, le Dublin Core fait l'objet de la norme internationale ISO 15836, disponible en anglais et en français. Il a un statut officiel au sein du W3C et de la norme de recherche d'information ISO 23950.

## Historique
Le Dublin Core tire son nom du groupe de travail qui s'est réuni en 1995 dans la ville de Dublin, dans l'État américain de l'Ohio, pour définir un tronc commun d'éléments utilisables par le gouvernement américain pour la description des ressources numériques dans les registres de métadonnées officiels (défense, justice, etc.)
Le groupe de travail de mars 1995 a été commandité par l'Online Computer Library Center (OCLC) et le National Center for Supercomputing Applications (NCSA). Il a rassemblé 52 chercheurs et professionnels des bibliothèques, de l'informatique et de l'encodage de textes pour faire avancer l'état de l'art dans le développement des enregistrements de description de ressources (métadonnées) pour les objets informatiques en réseau.
Y participaient Stuart Weibel, Jean Godby et Eric Miller (pour l'OCLC) et Ron Daniel pour le Los Alamos National Laboratory (Advanced Computing Lab)

## Dublin Core Metadata Initiative
Issu d'un consensus international et multidisciplinaire (bibliothécaires, informaticiens, spécialistes de l’édition et des musées, chercheurs et praticiens issus d’organisations publiques ou privées), le Dublin Core a été développé par la Dublin Core Metadata Initiative, aussi connue sous l'acronyme DCMI, pour décrire des documents de manière simple et standardisée. La DCMI est une organisation non gouvernementale sans but lucratif qui œuvre dans le développement de formats de métadonnées interopérables. Elle est enregistrée à Singapour.
Les éléments sémantiques du Dublin Core sont maintenus par la DCMI. Celle-ci entretient un forum ouvert et organise des groupes de travail et des conférences internationales.
Au nombre des groupes de travail organisés par la DCMI, on compte :
- DCMI Administrative Metadata Work Group (Métadonnées administratives) ;
- DCMI Accessibility Interest Group ;
- DC Agents Work Group ;
- DCMI Architecture Work Group : problèmes techniques (RDF) ;
- DCMI Citation Work Group ;
- DCMI Collection Description Work Group ;
- DCMI Education Work Group ;
- DCMI Environment IG (ISO 19115) ;
- DCMI Government Work Group ;
- DCMI Internationalization and Localization Interest Group ;
- DCMI Libraries Work Group ;
- DCMI Registry Work Group ;
- DCMI Standards Work Group ;
- DCMI Tools Work Group ;
- DCMI Type Work Group ;
- DCMI User Guide Work Group ;
- DCMI Global Corporate Circle IG ;
- DCMI Kernel/ERC (Electronic Resource Citation)[5].

Une conférence a eu lieu à Florence en Italie en octobre 2002. Elle a regroupé 210 participants de 25 pays.
Les francophones peuvent discuter dans le cadre d’une liste de diffusion DCMI-FR. Pour les activités plus spécifiquement liées à la recherche, le site ARTIST a ouvert un espace consacré au DCMI, où sont traduits les appels aux conférences (par exemple Manzanillo 2006, 
Singapour en 2007, Berlin en 2008).

## Dublin Core element set
| Élément                            | Élément (anglais) | Commentaire |
| ---------------------------------- | ----------------- | --- |
| 1. Titre (métadonnée)              | Title             | Nom donné à la ressource |
| 2. Créateur (métadonnée)           | Creator           | Nom de la personne, de l'organisation ou du service responsable de la création du contenu de la ressource                   |
| 3. Sujet (métadonnée) ou mots clés | Subject           | Thème du contenu de la ressource (mots clés, expressions, codes de classification)                                          |
| 4. Description (métadonnée)        | Description       | Présentation du contenu de la ressource (résumé, table des matières, représentation graphique du contenu, texte libre)      |
| 5. Éditeur                         | Publisher         | Nom de la personne, de l'organisation ou du service responsable de la mise à disposition ou de la diffusion de la ressource |
| 6. Contributeur                    | Contributor       | Nom de la personne, de l'organisation ou du service responsable de contributions au contenu de la ressource                 |
| 7. Date (métadonnée)               | Date              | Date de création ou de mise à disposition de la ressource                                                                   |
| 8. Type                            | Type              | Nature ou genre de la ressource (catégories, fonctions, genres généraux, niveaux d'agrégation du contenu)                   |
| 9. Format                          | Format            | Manifestation physique ou numérique de la ressource                                                                         |
| 10. Identifiant de la ressource    | Identifier        | Référence univoque à la ressource dans un contexte donné (URI, ISBN)                                                        |
| 11. Source                         | Source            | Référence à une ressource dont la ressource décrite est dérivée (URI)                                                       |
| 12. Langue (métadonnée)            | Language          | Langue du contenu intellectuel de la ressource                                                                              |
| 13. Relation (métadonnée)          | Relation          | Référence à une ressource apparentée                                                                                        |
| 14. Couverture (métadonnée)        | Coverage          | Couverture spatio-temporelle de la ressource (domaine d'application)                                                        |
| 15. Gestion de droits (métadonnée) | Rights            | Informations sur les droits associés à la ressource (IPR, copyright, etc.)                                                  |

## Dublin Core qualifié (qualified Dublin Core)
Le Dublin Core qualifié (qualified Dublin Core) comporte trois éléments supplémentaires (audience, provenance et rightsholder) et différents qualificatifs de raffinement (permettant de préciser les éléments titre, description, date, relation et couverture) et des schémas d'encodage (permettant d'associer la valeur d'un élément à un vocabulaire et une syntaxe contrôlés).
Des variantes du Dublin Core qualifié permettent de répondre à des besoins spécifiques. Notamment, il existe une variante adaptée aux thèses de recherche, utilisée pour les publications du CNRS.

## Le Dublin Core dans les organisations internationales et nationales
(novembre 2018).
En mars 2003, neuf gouvernements (Australie, Canada, Danemark, Finlande, Irlande, Islande, Nouvelle-Zélande, Royaume-Uni et États-Unis) et différentes organisations internationales (Organisation des Nations unies pour l'alimentation et l'agriculture, Programme des Nations unies pour l'environnement, Organisation mondiale de la santé, etc.) utilisaient le Dublin Core comme référentiel de métadonnées pour leurs administrations,.
En France, on recense quelques utilisations de ce référentiel. Par exemple, la Bnf utilise ce format et a publié en 2008 un guide destiné  à son utilisation.
Le Dublin Core serait également utilisé en Chine et en Inde[réf. souhaitée].
Dans l'Union européenne:
- Depuis 1997, la DGXIII/4-E de la Commission européenne étudie l'utilisation du Dublin Core[11] ;
- Une résolution de la Commission européenne mentionne le Dublin Core Metadata Initiative (DCMI)[12] ;
- Le projet SWAD Europe (W3C) pour le développement de langage SKOS dans le cadre du Web sémantique[13] ;
- L'Agence européenne de l'environnement ;
- Le Programme IDABC ;
- Le MIReG, pour la promotion du Dublin Core dans le secteur public dans l'Union européenne;
- Le Projet ePSIplus sur la mise à disposition des données publiques (directive 2003/98/CE) : la bibliographie procède à des regroupements de titres par région géographique, par  auteur, par publicateur, par langue, par type de document, ce qui correspond à des éléments du Dublin Core.

Les publications de l'OpenWeb repose sur le Dublin Core.

## Mise en œuvre

### Sécurité
Le Dublin Core propose un socle commun d'éléments descriptifs, mais non l'organisation (registre de métadonnées) nécessaire au fonctionnement sécurisé d'entreprises en réseau.
Tout registre de métadonnées doit se conformer à la norme ISO/CEI 11179, qui comporte un ensemble de recommandations sur la description des éléments et l'autorité centrale d'enregistrement à mettre en place (partie 6). Le gouvernement américain prend garde d'appliquer cette consigne sur tous les registres qu'il gère. Sur le plan de l'authentification, on constate que le certificat électronique est associé à l'élément identifiant dans le dictionnaire de métadonnées pour le référentiel des publications CNRS.

### Programmation
Les déclarations de termes du Dublin Core sont représentées dans le schéma RDF (Resource Description Framework).
Voir : DCMI term declarations represented in RDF schema language
En termes d'architecture Web, l'expression du Dublin Core qualifié ou non qualifié peut être faite avec les langages de balisage HTML, XHTML, et XML.
Voir : Forum architecture du DCMI
Les méta-éléments du Dublin Core sont employés comme balises dans la programmation network-centric.
Les espaces de noms qui permettent l'interopérabilité entre les applications sont décrits dans une directive (policy) émise par le DCMI. Elle contient trois espaces de noms : un pour les 15 éléments de données, un pour les termes (éléments et qualificatifs autres que les éléments ci-dessus) et un pour le type de vocabulaire.

### Normalisation et traduction en français
Depuis 2003, le Dublin Core fait l'objet de la norme internationale ISO 15836, disponible en anglais et en français.
Différentes traductions non officielles sont disponibles en français :
- L'AFNOR : Norme ISO 15836 - Novembre 2003 - Information et documentation - L'ensemble des éléments de métadonnées Dublin Core;

En 2006, il n'existait pas de consensus international sur une traduction complète en français faisant autorité.
Différents guides d'utilisation en français ont été développés au Canada et en France pour les bibliothèques
- Guide d’utilisation du Dublin Core à la BnF, par la Bibliothèque nationale de France, dans le cadre du protocole OAI-PMH.

Concernant la version de 2005, les documents suivants peuvent être d'une aide précieuse.
Plusieurs documents traduits par J. J. Solari, [yoyodesign.org)
- Guide d'utilisation du Dublin Core -  Date de publication : 2005-11-07 ; date de traduction : 2007-06-05 (mise à jour : 2008-12-08) Un guide d'utilisation du jeu normalisé d'éléments de métadonnée Dublin Core pour mieux décrire les documents.
- Termes de métadonnées DCMI - Date de publication : 2008-01-14 ; date de traduction : 2008-12-11 Une recommandation du DCMI qui définit tous les termes de métadonnées suivis par le DCMI.
- Modèle abstrait DCMI -  Date de publication : 2008-01-14 ; date de traduction : 2008-12-09 Une recommandation du DCMI qui décrit le modèle abstrait DCMI.

## Autres référentiels de métadonnées
Il existe d'autres référentiels comme MARC (surtout employé dans les bibliothèques), MODS (Bibliothèque du Congrès), IPTC (presse).
Ce qui caractérise le Dublin Core, c'est son extrême simplicité par rapport aux autres référentiels.
Les métadonnées sont aussi employées :
- pour la gestion de la preuve : ISO 23081, MOREQ2
- dans les informations géographiques : ISO 19115 et ISO 19139
- dans le modèle d'archivage OAIS

Ces applications peuvent ou non employer le Dublin Core comme référence.